# Monodromia fragilis
Monodromia fragilis är en tvåvingeart som beskrevs av Collin 1928. Monodromia fragilis ingår i släktet Monodromia och familjen dansflugor. Inga underarter finns listade i Catalogue of Life.